# Brüder vom gemeinsamen Leben

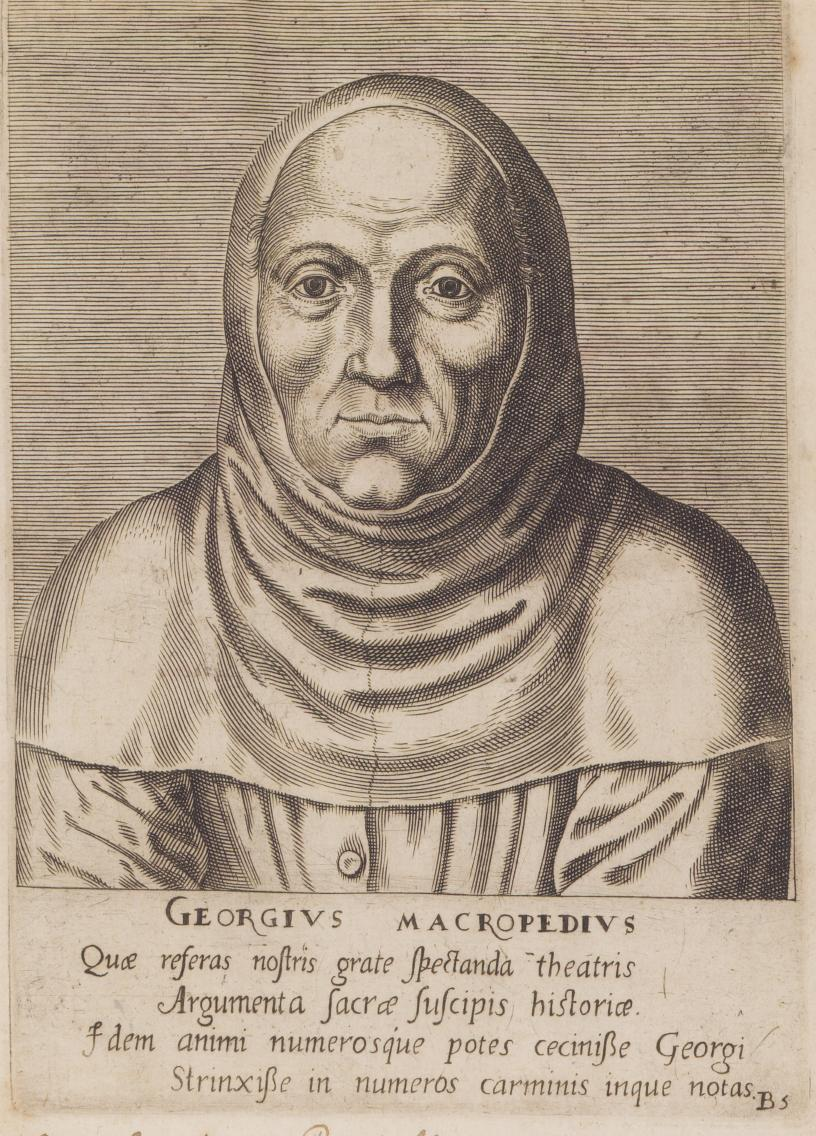
Georgius Macropedius in der Tracht der Brüder vom gemeinsamen Leben

Die Brüder vom gemeinsamen Leben, Ordenskürzel CRVC für Canonici Regulares Sancti Augustini Fratrum a Vita Communi, ursprünglich niederländisch Broeders des gemeenen levens, auch Fraterherren (von lateinisch frater „Bruder“) genannt, waren eine am Ende des 14. Jahrhunderts entstandene Ordensgemeinschaft. Regional verbreitet waren die Bezeichnungen Kogel- oder Kugelherren beziehungsweise Kugelhaus für ihre Stiftsgebäude. Diese Bezeichnungen waren höchstwahrscheinlich von ihrer „Gugel“ genannten Kopfbedeckung abgeleitet. In Magdeburg wurden sie Nullbrüder bzw. Lullbrüder genannt. Das weibliche Gegenstück waren die Schwestern vom gemeinsamen Leben.

## Geschichte

### Entstehung
Die Brüderschaft war eine am Ende des 14. Jahrhunderts in Deventer um Geert Groote entstandene religiöse Gruppe, deren Mitglieder keine Mönchsgelübde ablegten, sich aber in kleinen klosterähnlichen Gemeinschaften oder sogenannten Brüder- oder Fraterhäusern zusammenschlossen. Aus der Gemeinschaft der ersten Brüder vom gemeinsamen Leben entstand auf Wunsch Gert Grootes auch eine Gemeinschaft, die nach einer Ordensregel zusammenlebte. Nachdem Gert Groote nämlich den bedeutenden Mystiker Jan van Ruysbroek kennengelernt hatte, der selber Augustiner-Chorherr war, wünschte er sich, dass die Mitbrüder, die so leben wollten, nach der Augustinusregel, wie Augustiner-Chorherren zusammenleben sollten. So entstand kurz nach Grootes Tod 1384 das Kloster Windesheim bei Zwolle und dadurch die Kongregation der Windesheimer Chorherren.
Die erste Niederlassung der Fraterherren in Deutschland war das Fraterhaus Springborn in Münster (Westfalen).
Sie predigten eine praktische Frömmigkeit und galten als die wichtigsten Vertreter der geistlichen Reformbewegung der Devotio moderna. Ihr Einfluss auf das Geistesleben in den Niederlanden und Nordwestdeutschland war bis zur Reformation bedeutend. Diesen Einfluss übten sie u. a. durch ihre umfangreiche Buchherstellung aus, mit der sie auch einen Teil ihres Lebensunterhalts bestritten. Sie trugen dabei zunächst zur Verbreitung von Handschriften bei, die sie in großer Zahl kopierten, um dann sehr früh auch den Buchdruck zu nutzen. 1468 richteten sie im Kloster Marienthal in Geisenheim die erste Klosterdruckerei überhaupt ein. Sie wurden daher im Volksmund auch Brüder von der Feder genannt. Das Fraterhaus in Rostock, auch als Michaeliskloster bekannt, unterhielt eine der wichtigsten Buchdruckereien im Ostseeraum.
Heinrich von Ahaus hat zur Gründung verschiedener Brüder- und Schwesterngemeinschaften insbesondere im niederdeutschen Raum beigetragen. Ein bedeutender Bruder vom gemeinsamen Leben war Georgius Macropedius. Auch der geistliche Schriftsteller und Theologe Thomas von Kempen (Thomas a Kempis) kann zu dieser Gruppe gerechnet werden, da er einer der ersten Augustiner-Chorherren des neuen Klosters in Windesheim war. Sein Buch die „Nachfolge Christi“ brachte die Devotio Moderna zur Blüte und großen Bekanntheit. Gabriel Biel, Domprediger in Mainz und später Rektor der Universität Tübingen, war Vorsteher des Brüderhauses in Butzbach und veranlasste die Gründung des Kugelherren-Stifts Königstein im Taunus 1446, das bis 1540 bestand.

### Niederlassungen
Zu den nachweislich zeitweise existenten Frater-Häusern gehörten (Tochtergründungen in Klammern):
- Münster/Westf. 1400/1408–1772 (Osnabrück 1417, Wesel 1435, Rostock 1462, Marburg 1477)
- Osterberg [Lotte/Westfalen] 1410–1427
- Köln 1416–1802 (Marienthal 1464, Königstein im Taunus 1467)
- Osnabrück 1417–vor 1426 (Herford 1427)
- Herford 1427–1802 (Hildesheim 1440)
- Wesel 1436–1808
- Hildesheim 1440–1604 (Kassel 1455, Magdeburg 1482, Berlikum/Friesland 1483)
- Kassel 1454–1527
- Michaeliskloster, Rostock 1462–1559[7]
- Marienthal [Geisenheim] 1464/1465–1554 (Butzbach 1468, Wolf 1478)
- Königstein im Taunus 1467–1540
- Emmerich 1467–1811 (gegründet von Deventer aus)
- Butzbach 1469–1555 (Urach 1477, Wolf 1478)
- Marburg 1476–1527
- Kulm [Culm a. d. Weichsel, polnisch Chełmno] 1473–1554 (gegründet von Zwolle aus)
- Urach 1477–1517[8] (Herrenberg 1481, Tübingen 1482, Dettingen 1482)
- Wolf [Traben-Trarbach] 1478–1560 (Trier 1499)
- Herrenberg 1481–1517
- Tübingen 1482–1517
- Dettingen a. d. Erms 1482–1517
- Magdeburg 1482–1535
- Tachenhausen [Oberboihingen] 1486–1517
- Einsiedel [Kirchentellinsfurt, St. Peter im Schönbuch] 1491–1538
- Trier 1499–1569
- Merseburg 1503–1544

### Niedergang im 16. Jahrhundert
Im Laufe der Reformation und endgültig dann im 17. Jahrhundert starben diese Gemeinschaften aus. Eine einzigartige Sonderentwicklung nahm das Fraterhaus Herford durch direktes Eingreifen Martin Luthers.
In Marburg ist noch der umfangreiche Komplex der Kugelherren aus spätgotischem Kugelhaus und der Kugelkirche erhalten. Einen Altar in dem zugehörigen Krankenhaus (infirmaria) weihte um 1500 der Erfurter Weihbischof Johannes Bonemilch von Laasphe. 1527 ging das Haus, in dem auch eine Lateinschule untergebracht war, an die Universität Marburg über, nachdem Landgraf Philipp die Niederlassung und die Schule, in der er selbst Schüler gewesen war, aufgelöst hatte.
In Rostock ist das ehemalige Fraterhaus unter dem Namen Michaeliskloster erhalten. Der Chor des Gebäudes ist heute eine evangelisch-methodistische Kirche. Im Hauptteil des Gebäudes, in dem die Brüder seit 1476 die erste Druckerei Rostock betrieben, befinden sich heute die Fachbibliothek Theologie/Philosophie und die Sondersammlungen der Universitätsbibliothek Rostock.

### Neuanfänge

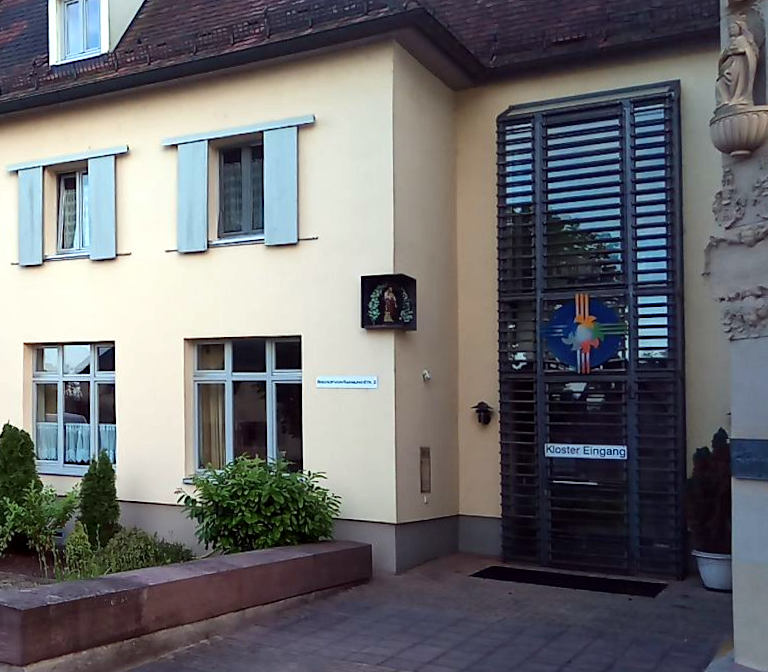
Klosterpforte in Waghäusel

Die Beschäftigung mit dem Lebensstil dieser Laienkommunitäten war Anfang des 20. Jahrhunderts wegweisend für Entstehung einer gleichnamigen Bruderschaft vom gemeinsamen Leben in der Schweiz, die erste der neuen Kommunitäten, die in den Kirchen der Reformation klösterliche Lebensformen wiederbelebten. Gründer waren Gotthilf Haug (1875–1951), Jakob Schelker-Kellenberger (1868–1954) und Lina Schelker (1861–1936).
Seit 1975 gibt es in Deutschland wieder eine Kongregation Brüder vom Gemeinsamen Leben, die Mitglied der Konföderation der Augustiner-Chorherren (CRVC) ist. Generalsuperior der Gemeinschaft, die ihren Hauptsitz im Kloster Maria Bronnen im Landkreis Waldshut hat, ist Richard Lehmann-Dronke. Seit 2000 wirkt die Gemeinschaft im Marienwallfahrtsort Waghäusel in Nordbaden.